# Jean-Baptiste Charonnat
Jean-Baptiste Charonnat, né le 4 novembre 1834 à Maizières-la-Grande-Paroisse (Aube) et mort le 6 février 1911 à Paris, est un homme politique français.

## Biographie
Notaire, il est député de l'Aube de 1887 à 1889 et de 1893 à 1910, siégeant au groupe de la Gauche radicale, puis au groupe Républicain-radical.
Le 5 décembre 1905 à Paris 7e, sa fille Hélène épouse l'écrivain Victorien Du Saussay,.